# Biserica evanghelică fortificată din Filitelnic

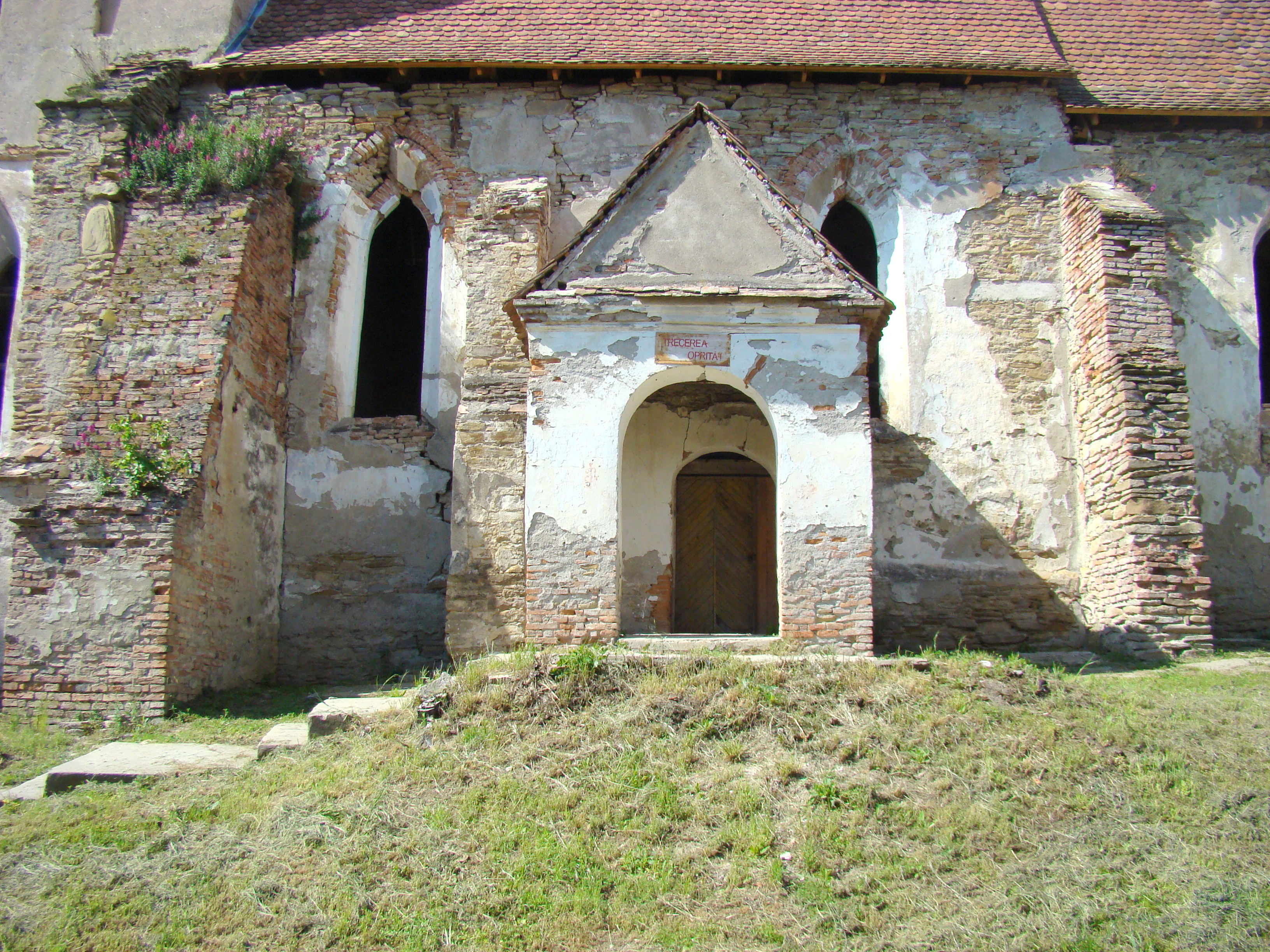
Biserica-sală, latura de sud

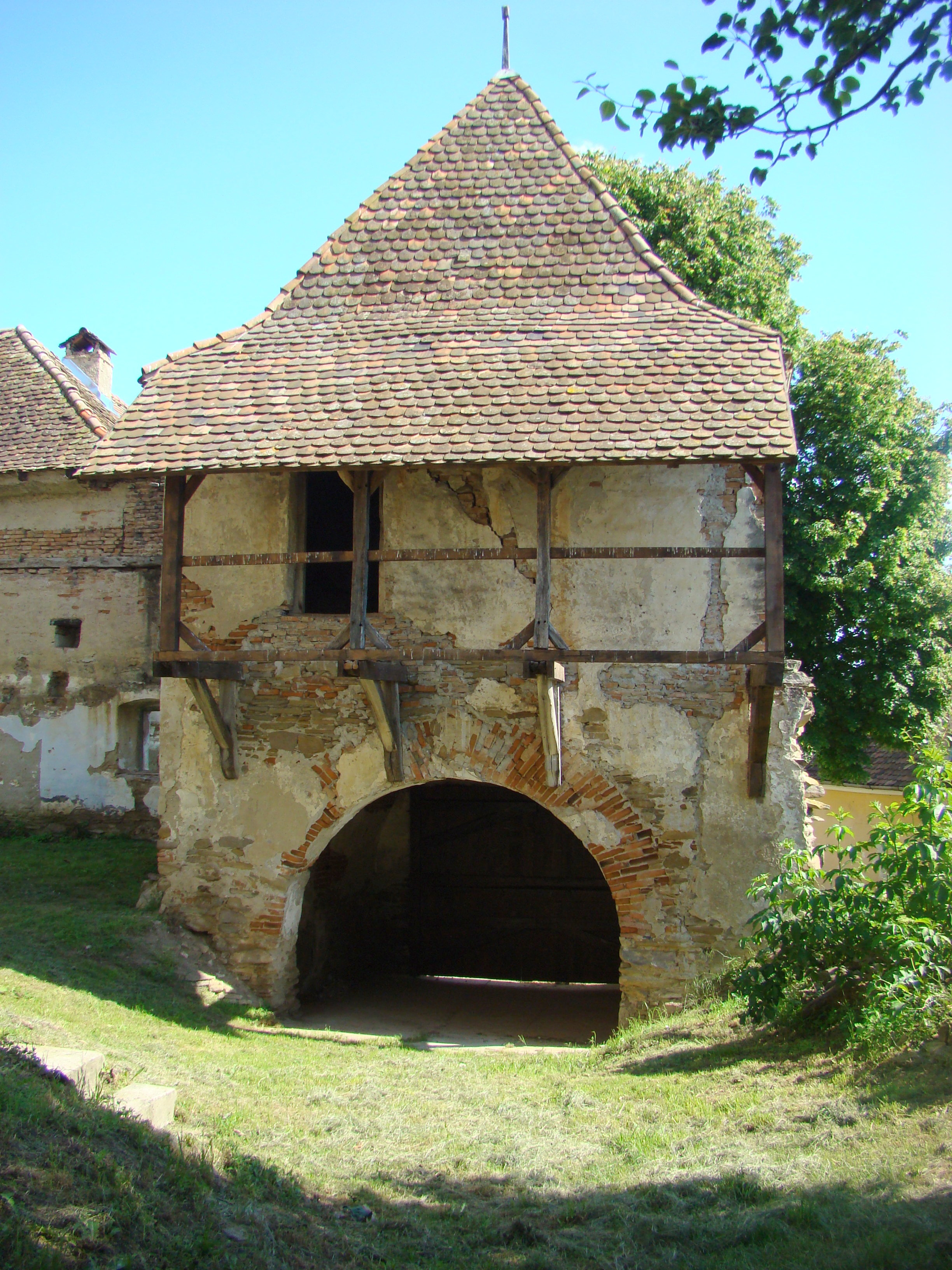
Turnul de poartă

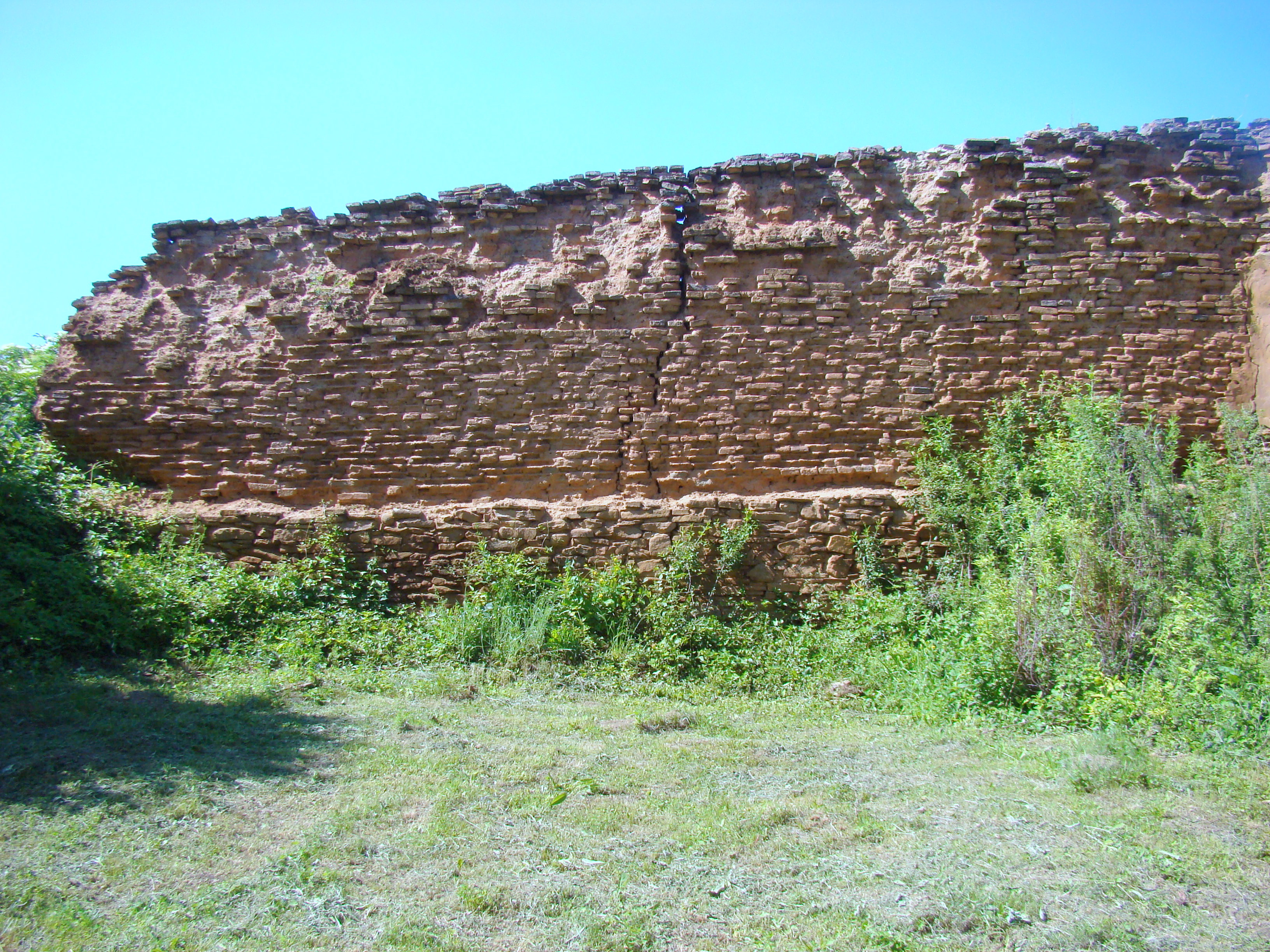
Zidul de incintă

Biserica evanghelică fortificată din Filitelnic este un ansamblu de monumente istorice aflat pe teritoriul satului Filitelnic, comuna Bălăușeri.
Ansamblul este format din trei monumente:
- Biserica evanghelică (cod LMI MS-II-m-A-15674.01)
- Incinta fortificată, cu turnurile (cod LMI MS-II-m-A-15674.02)
- Casa parohială (cod LMI MS-II-m-A-15674.03)

## Localitatea
Filitelnic, în dialectul săsesc Feldref, Felderf, în germană Felldorf, Fülldorf, Füllendorf, Fildorf, Veldorf, în maghiară Fületelke) este un sat în județul Mureș, Transilvania, România. Face parte din comuna Bălăușeri. Prima mențiune documentară a localității datează din anul 1347. În secolul al XIV-lea se afla în proprietatea a mai multe familii nobiliare. În secolul al XVIII-lea și la începutul celui următor, drepturile sătenilor au fost diminuate în favoarea nobililor. Abia din a doua jumătate a secolului al XIX-lea localnicii au primit dreptul de a cumpăra pământul de la nobili.

## Biserica
Biserica sală a fost construită în secolul al XV-lea, în stil gotic, cu cor poligonal și turn clopotniță. Atât corul, cât și sala, au fost acoperite în anul 1780 cu bolți în cruce, cu arce dublouri. Acoperișul turnului a fost refăcut în 1787.
Cetatea are o incintă poligonală, cu un turn de poartă din 1653 și un al doilea turn de apărare la nord de biserică. Ultimele reparații majore au fost făcute în anul 1969 de o echipă de constructori ai Consistoriului evanghelic, care au executat lucrări de consolidare la turn și biserică.
Începând cu anul 1980 biserica s-a degradat într-un ritm accelerat, bolta sălii s-a prăbușit parțial, turnul și zidul de incintă sunt și ele grav degradate.

## Vezi și
- Filitelnic, Mureș
- Biserici fortificate din Transilvania

## Imagini

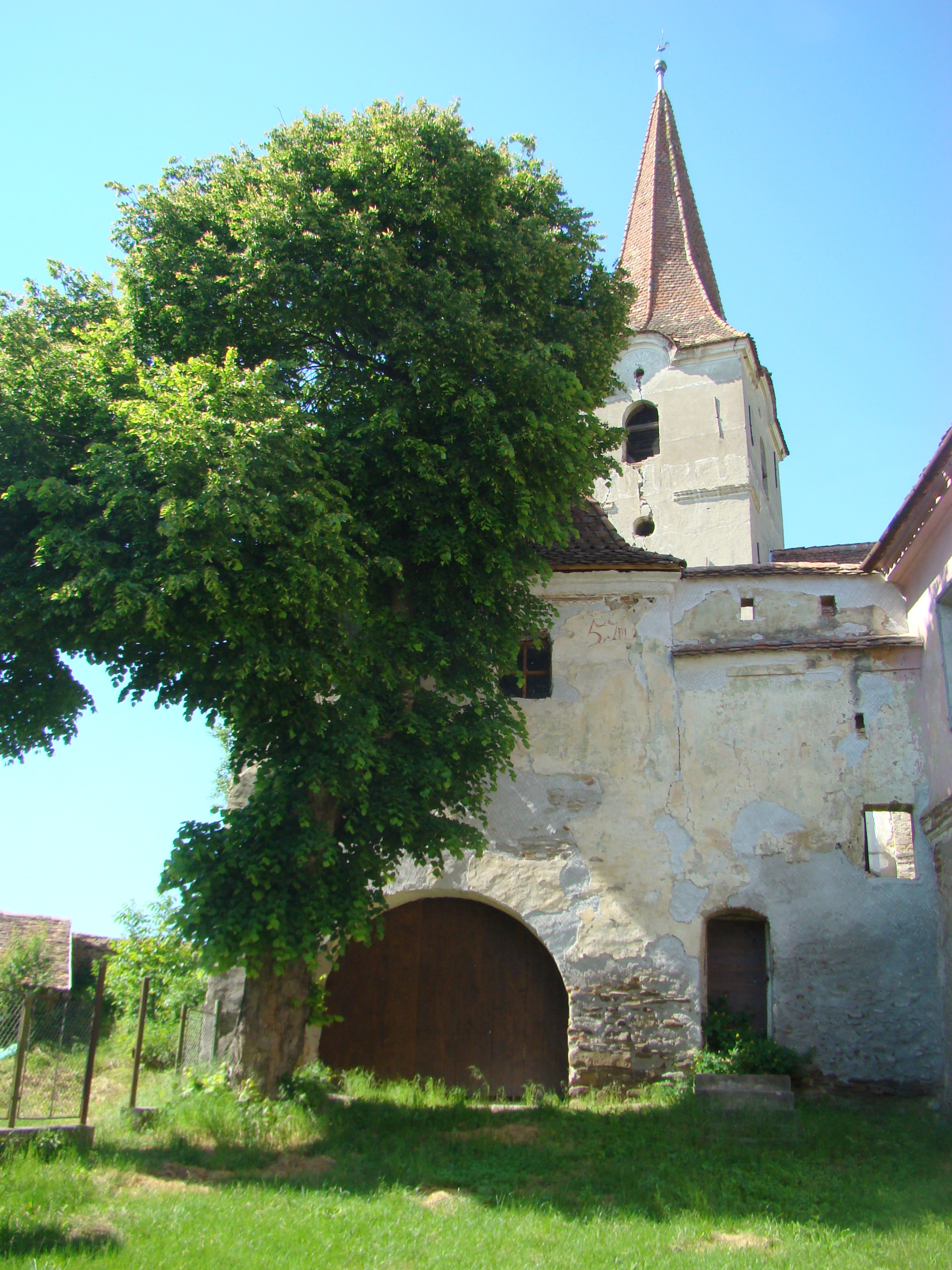
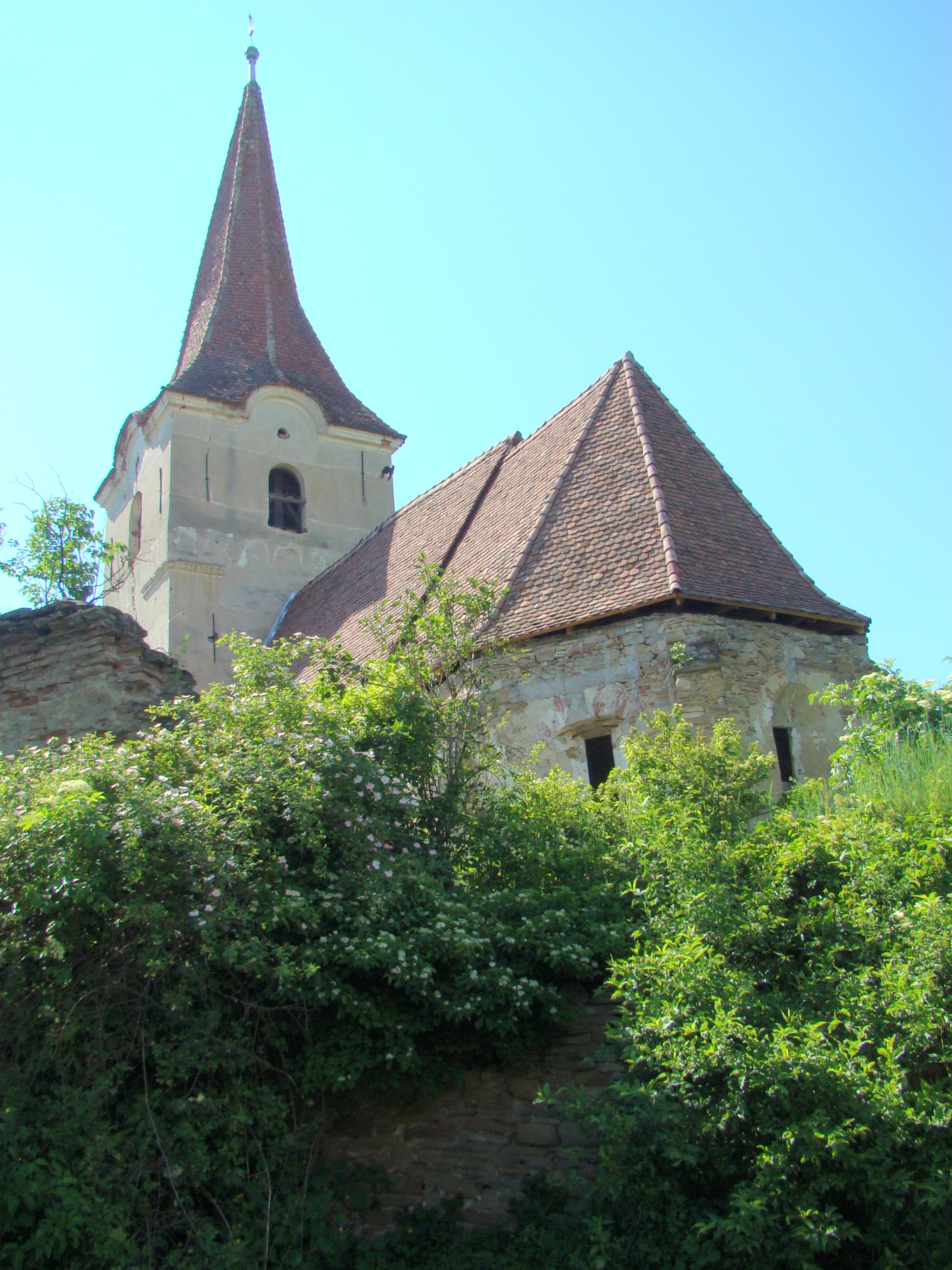
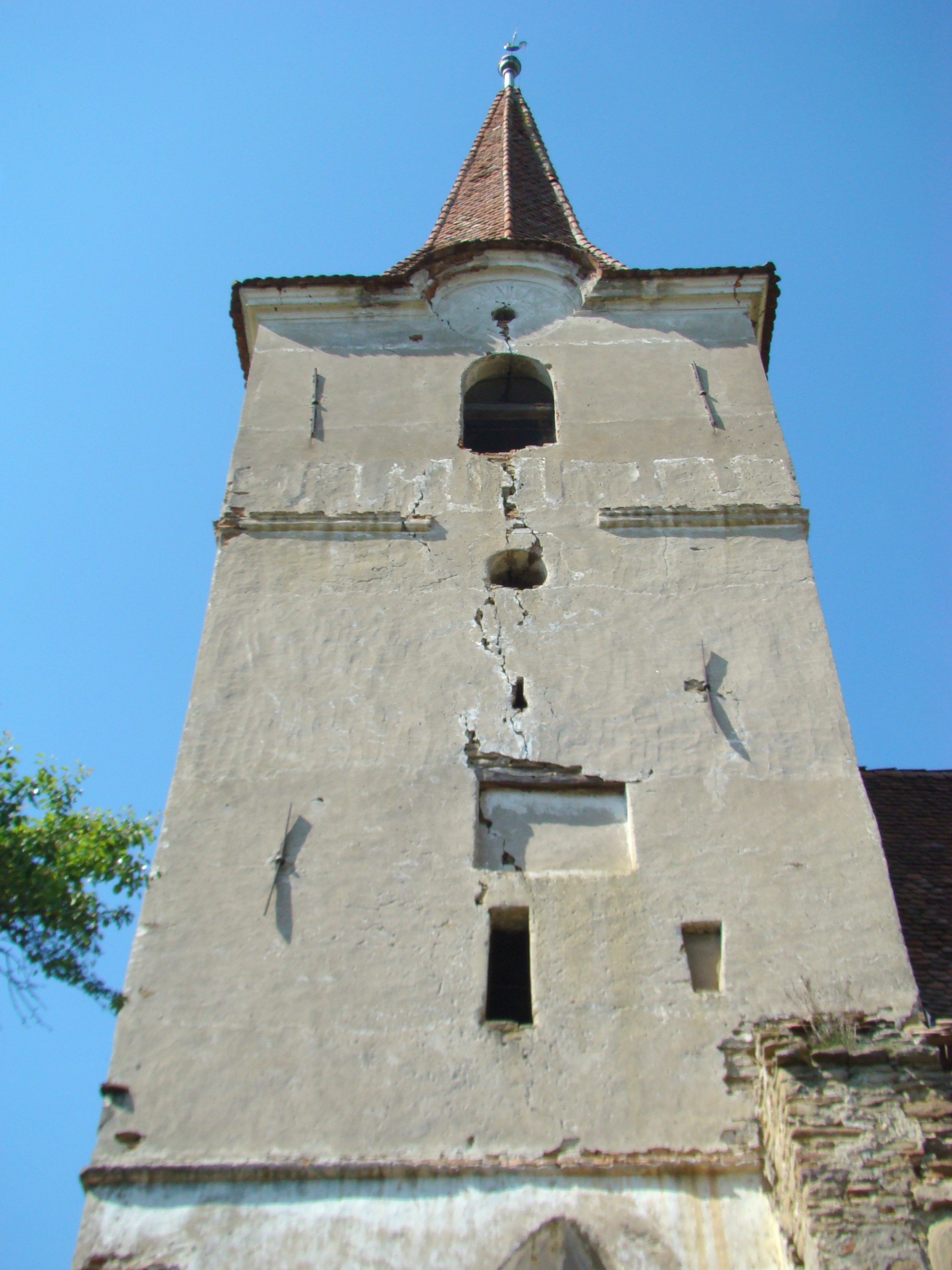
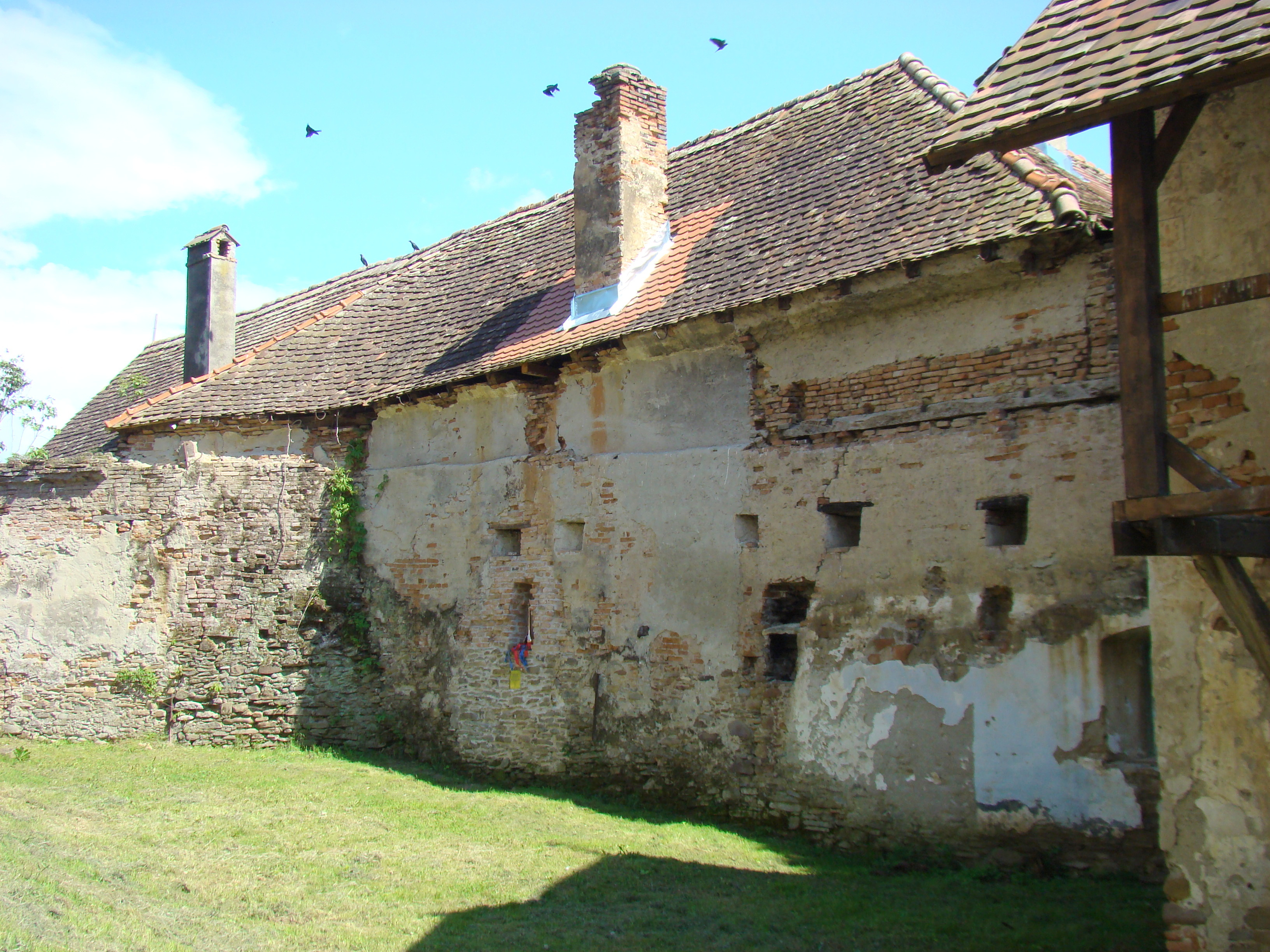
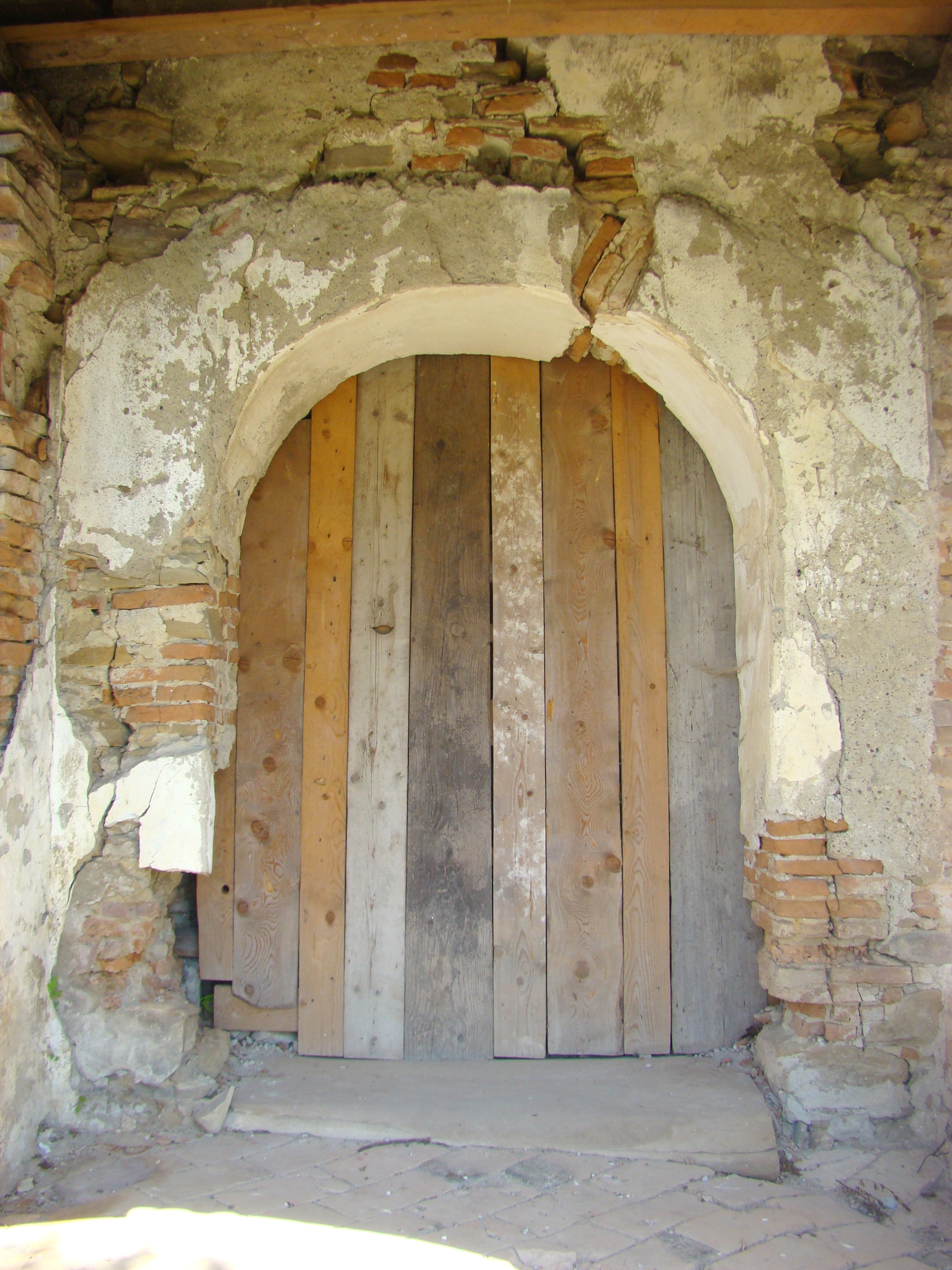
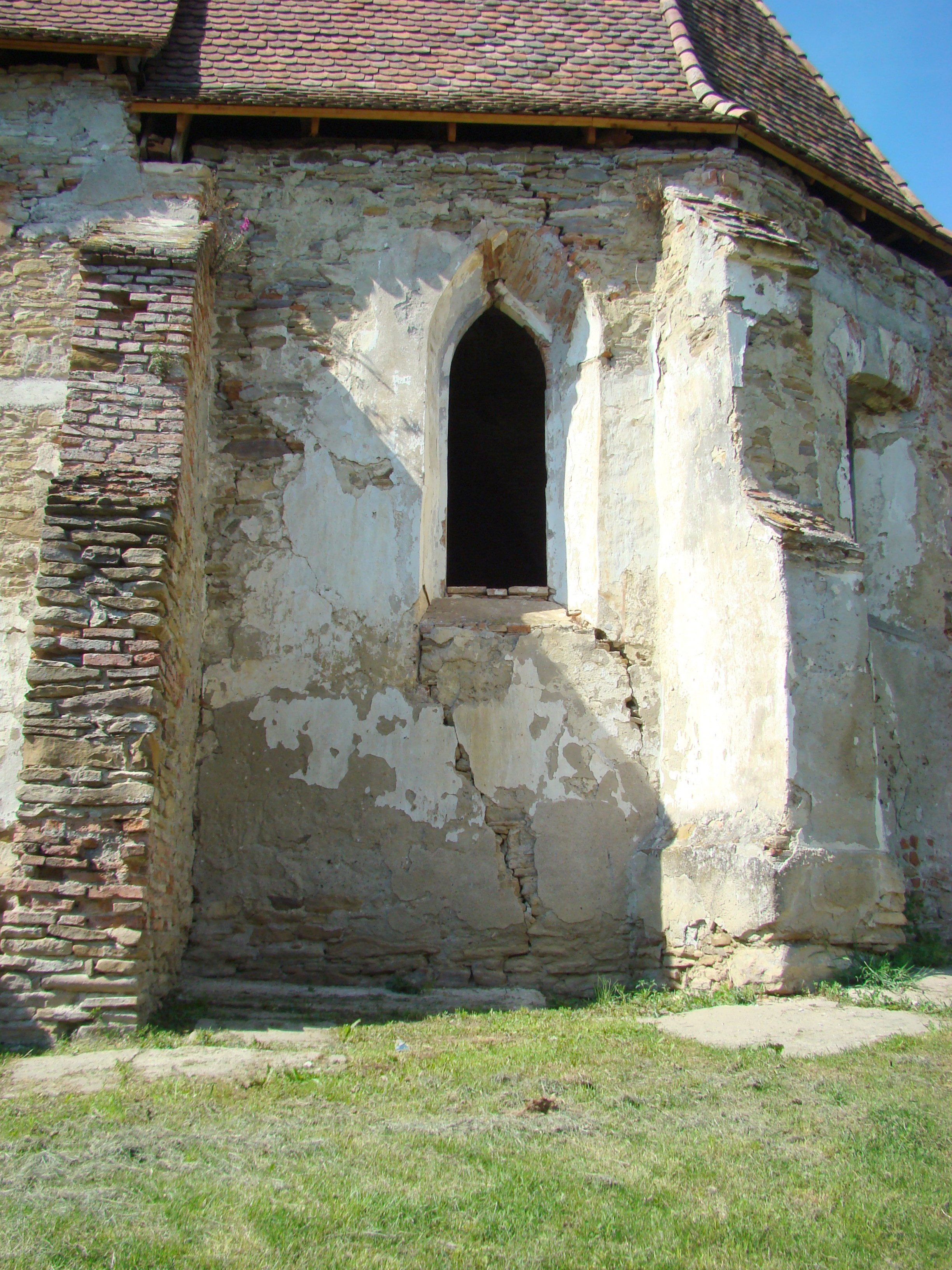
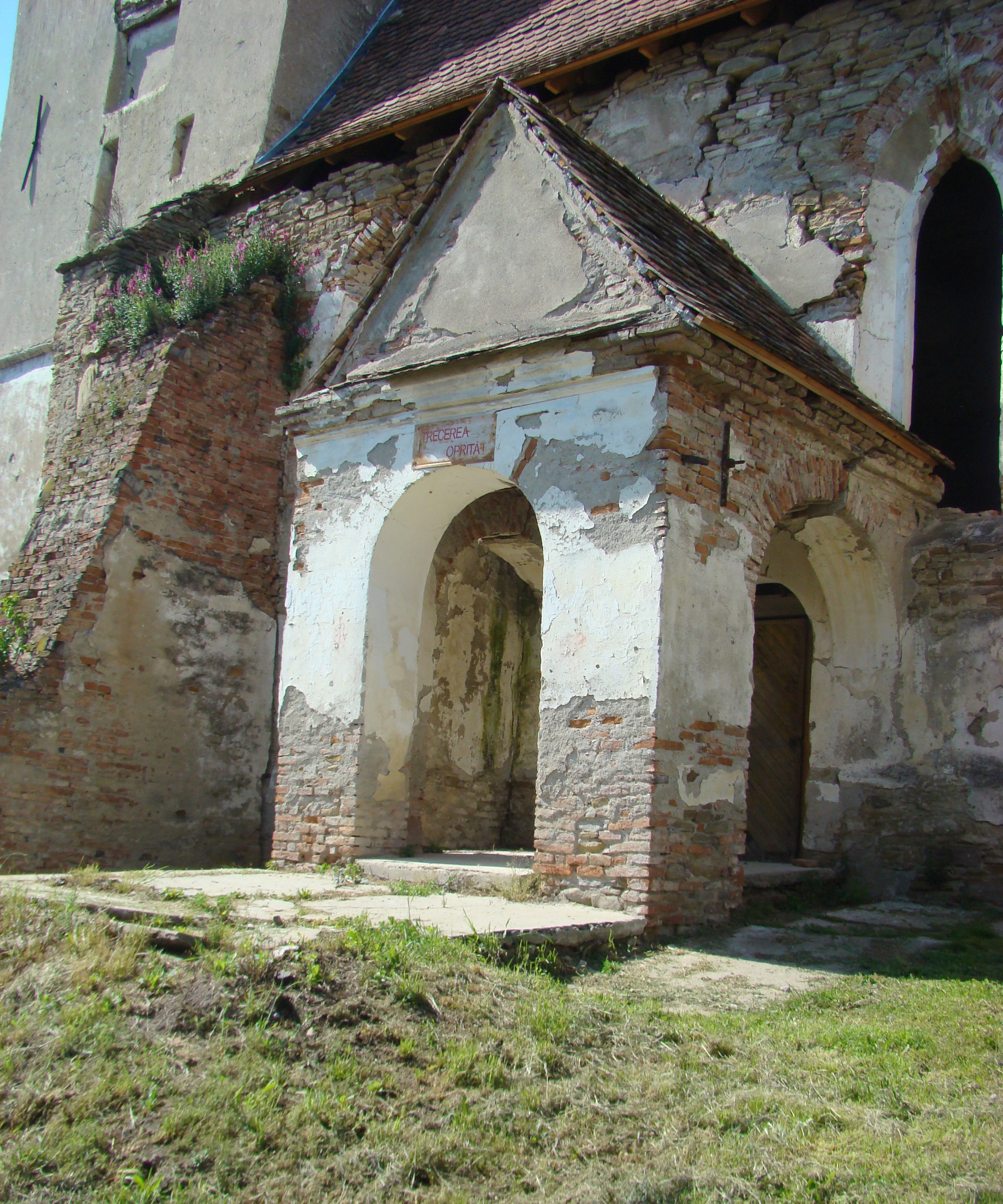
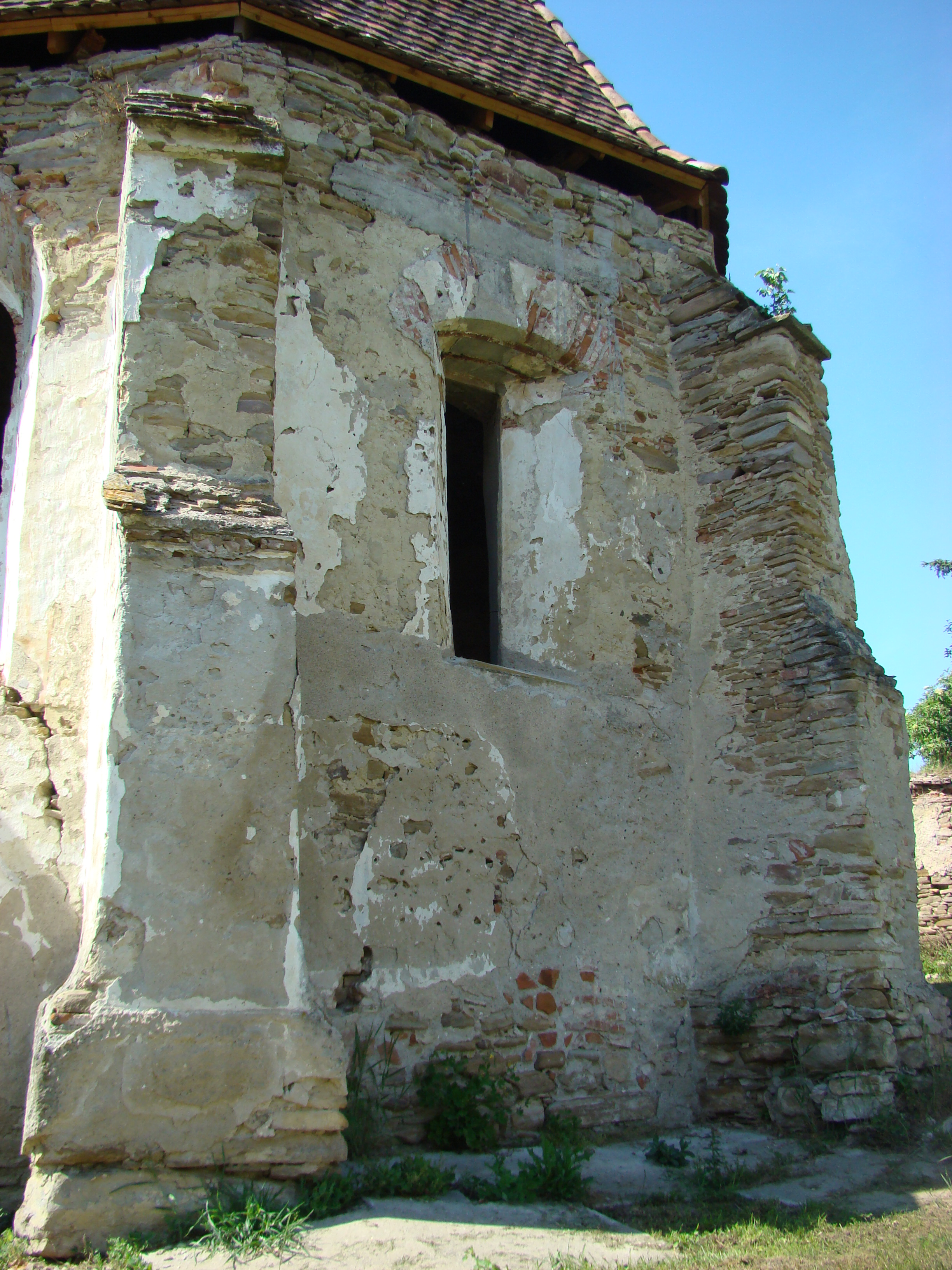
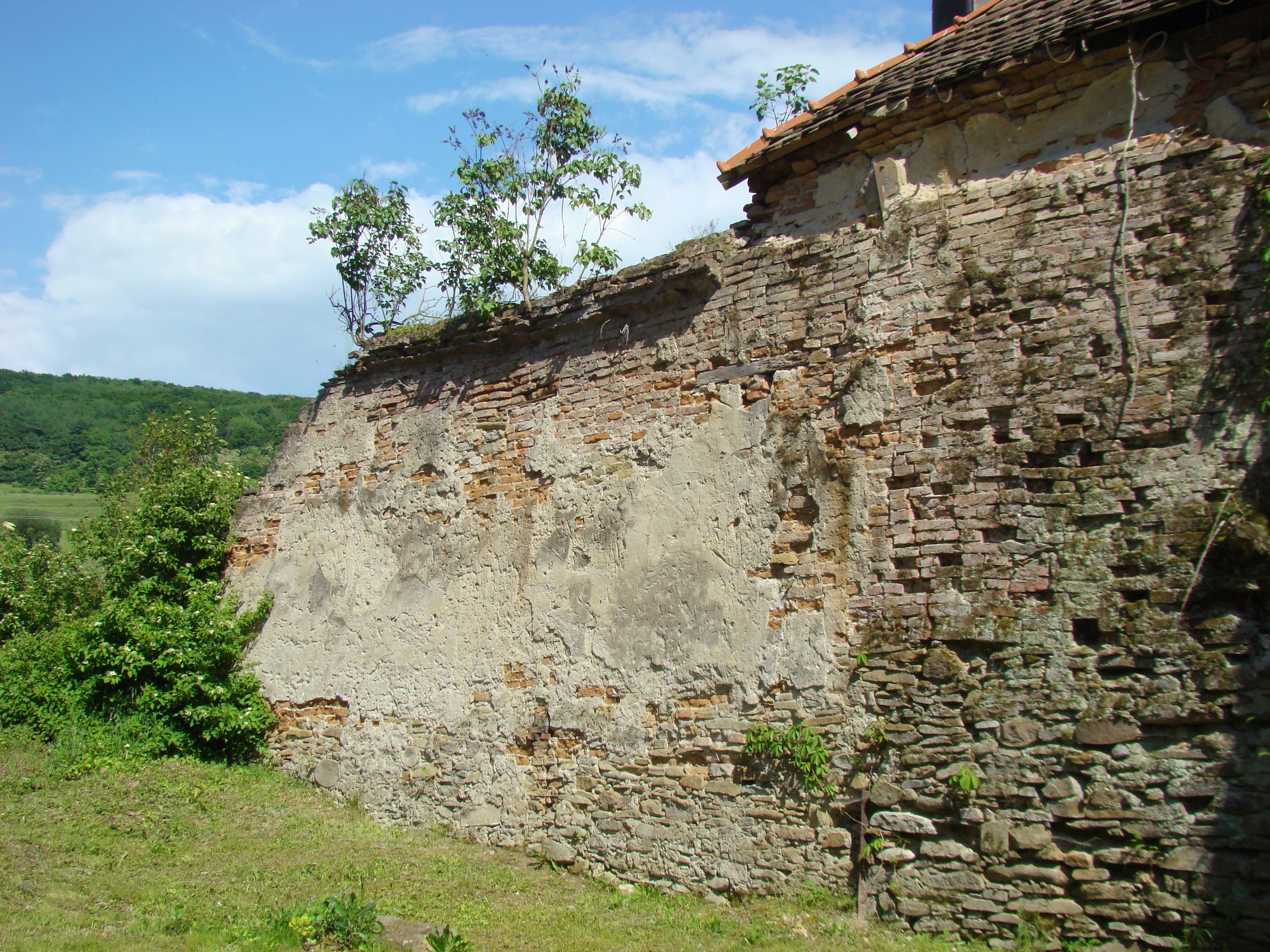
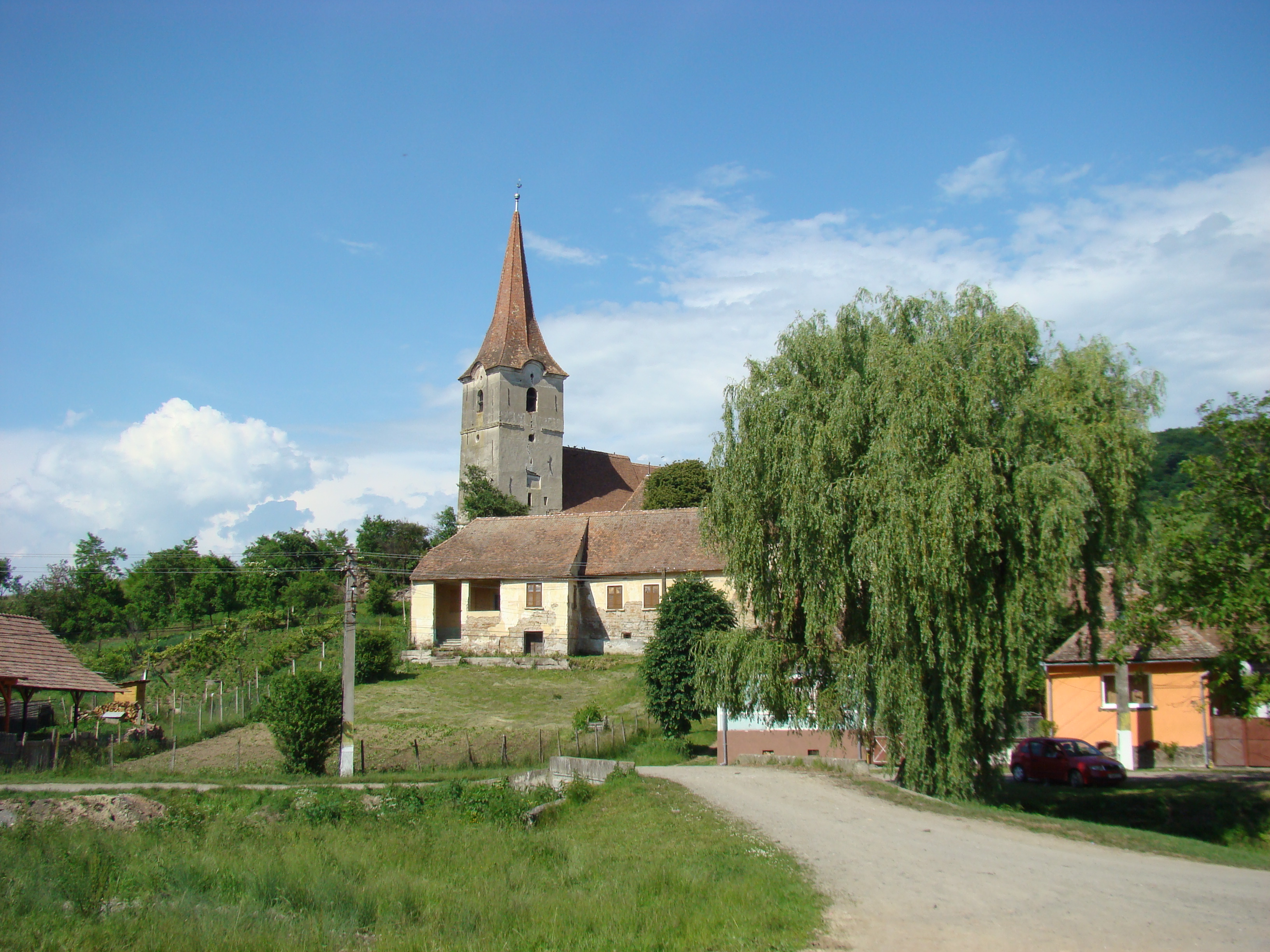